# シネマテークたかさき
シネマテークたかさき（Cinémathèque Takasaki）は、群馬県高崎市あら町202にある映画館（ミニシアター）。2スクリーンを有する。運営はNPO法人たかさきコミュニティシネマ。

## 歴史

### 年表
- 2004年（平成16年） - NPO法人たかさきコミュニティシネマ設立。代表理事は茂木正男。
- 2004年（平成16年）12月4日 - 常設映画館としてシネマテークたかさきが開館。
- 2007年（平成19年） - 2スクリーン化。

### 自主上映会

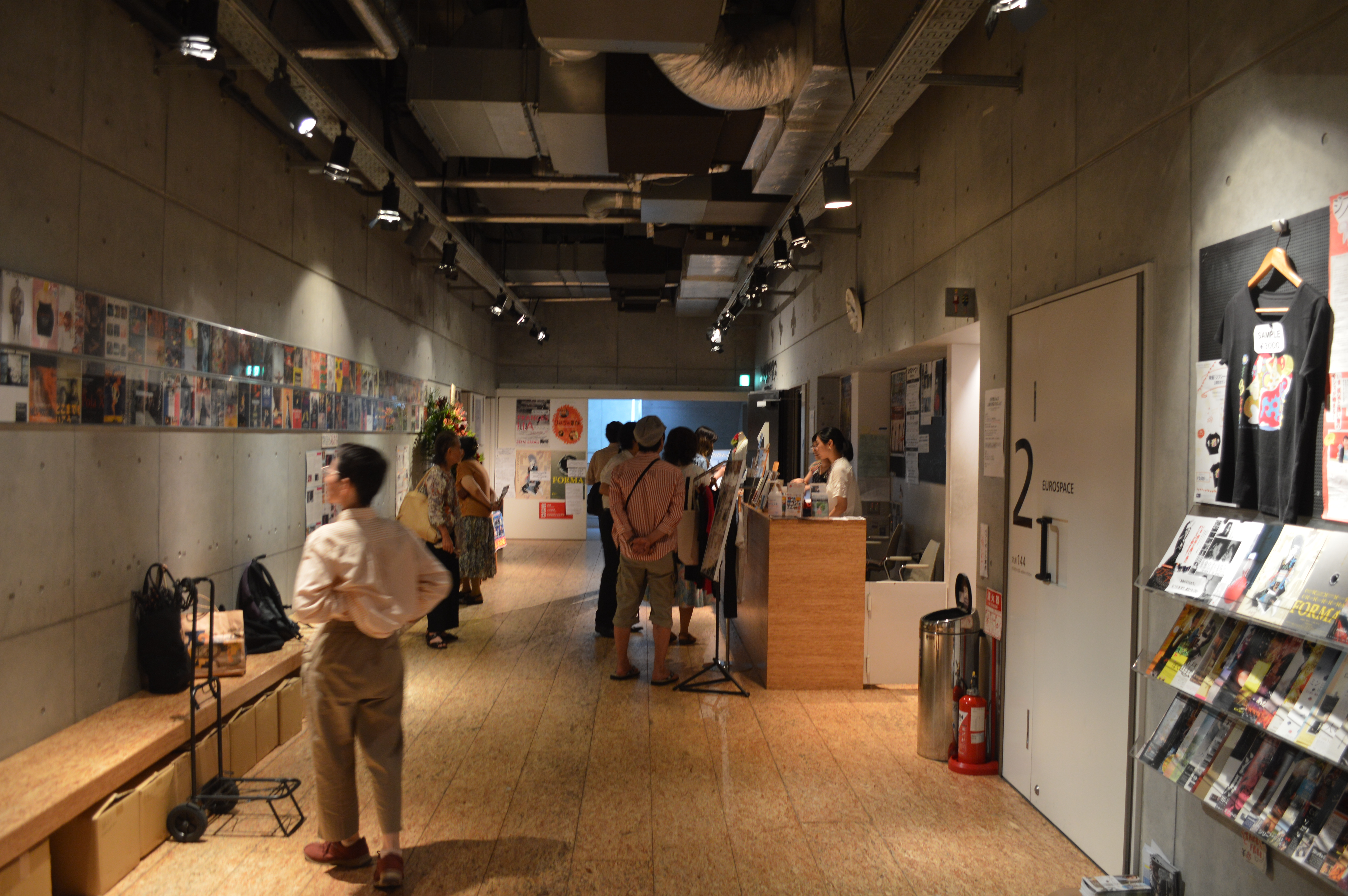
ミニシアターの先駆者である東京・渋谷のユーロスペース

昭和50年代には全国的に映画館の観客数が激減し、映画業界は斜陽産業となっていた。電電公社（現NTT東日本）に勤める茂木正男は映画を趣味としており、自身でも8mmフィルムで映画を撮影していた。1980年頃には茂木を代表とする自主上映グループ「メーヴェ」が8ミリ映画の上映会を開催し、若き日の長崎俊一、山田勇男、飯田譲治、山川直人、原將人、山本政志などがこの上映会に参加している。なお、茂木は山本の『闇のカーニバル』（1981年）に飲み屋の主人役で出演している。茂木は各地方の自主上映グループらとも接触し、名古屋シネマテークの倉本徹、シネマ5の田井肇らと交友した。しかし、権利関係の問題で年間10本程度しか上映できない自主上映会に限界を感じ、映画祭の開催を志した。

### 高崎映画祭(1987-)

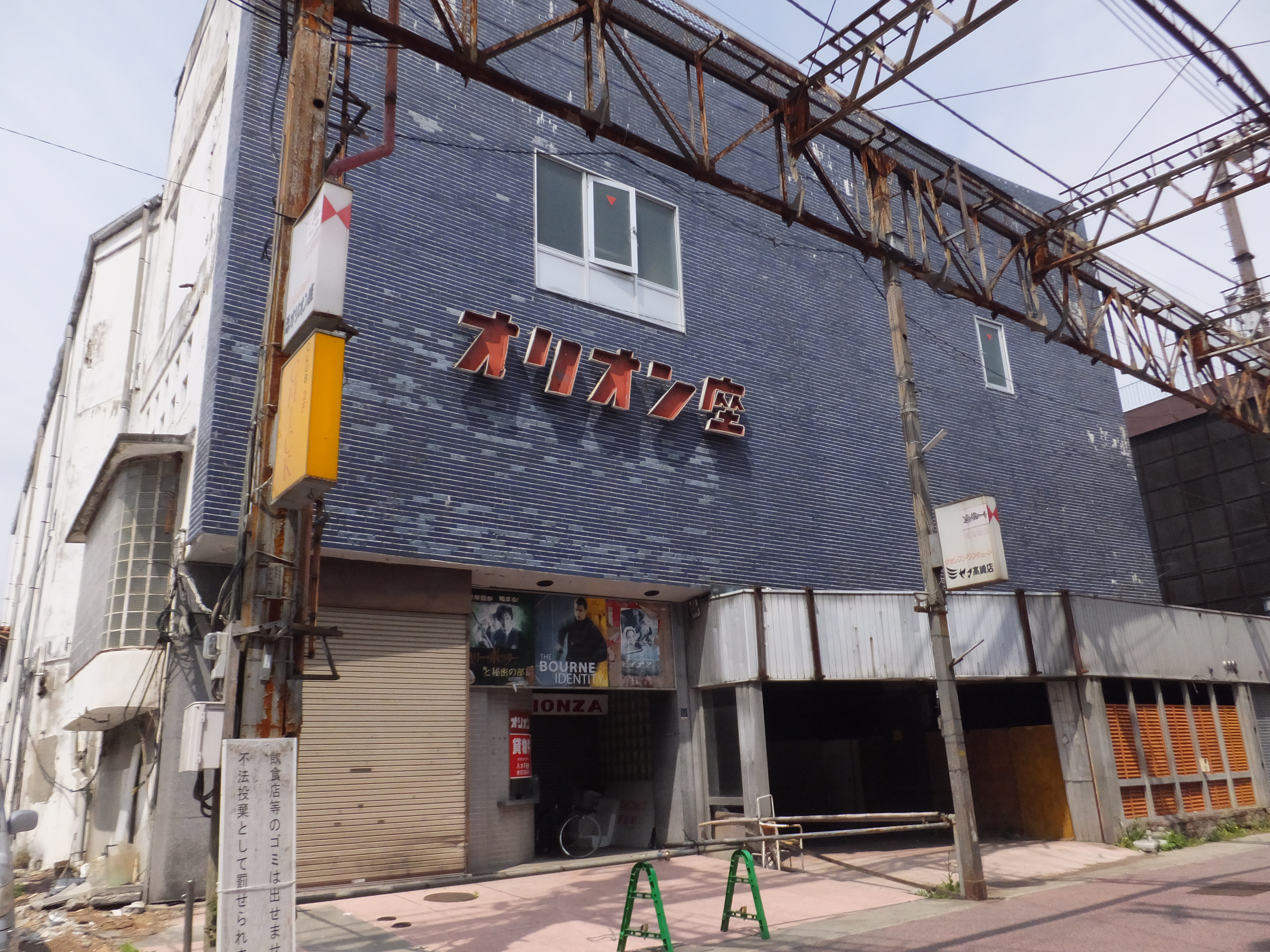
中央銀座商店街にあったが2003年に閉館したオリオン座

1987年3月30日から4月5日まで、フランス映画社やユーロスペースから作品の配給を得て、高崎市文化会館・群馬音楽センター・高崎松竹電気館・高崎スカラ座・高崎東宝劇場・高崎東映で第1回高崎映画祭を開催。初回には23本の作品を上映し、授賞式にはゲストとして森﨑東と倍賞美津子が来訪している。入場料収入、広告協賛、行政からの補助金を開催資金とし、徐々に規模を拡大させていった。
1990年頃にはすでに、10日間程度の開催期間に約30本の作品を上映する映画祭となっていた。1990年にはユーロスペースの堀越謙三と接触し、常設映画館の設立を模索したが、資金面などが難点となった。高崎映画祭は高崎市内の映画館を開催拠点としていたが、1990年代後半以降にはこれらの映画館が相次いで閉館し、映画館ではなく公共ホールなどでの開催を余儀なくされている。しかし、第1回高崎映画祭の開催以降の約15年間に、地元のネットワーク、映画好きのスタッフ、映画業界の人脈など、常設映画館開館に必要な様々なものを得ていった。
高崎市が市制100周年を迎えた2000年、第14回高崎映画祭は16日間の会期中に過去最大の80本が上映された。この時の開催場所は高崎市文化会館、高崎シティギャラリー、高崎電気館、高崎東宝劇場、高崎スカラ座の5か所だった。2000年には各地で映画祭を主催する映画人が高崎市に集まって、「映画上映ネットワーク会議2000inたかさき」が開催された。

### シネマテークたかさき(2004-)

#### 1スクリーン時代(2004-2007)

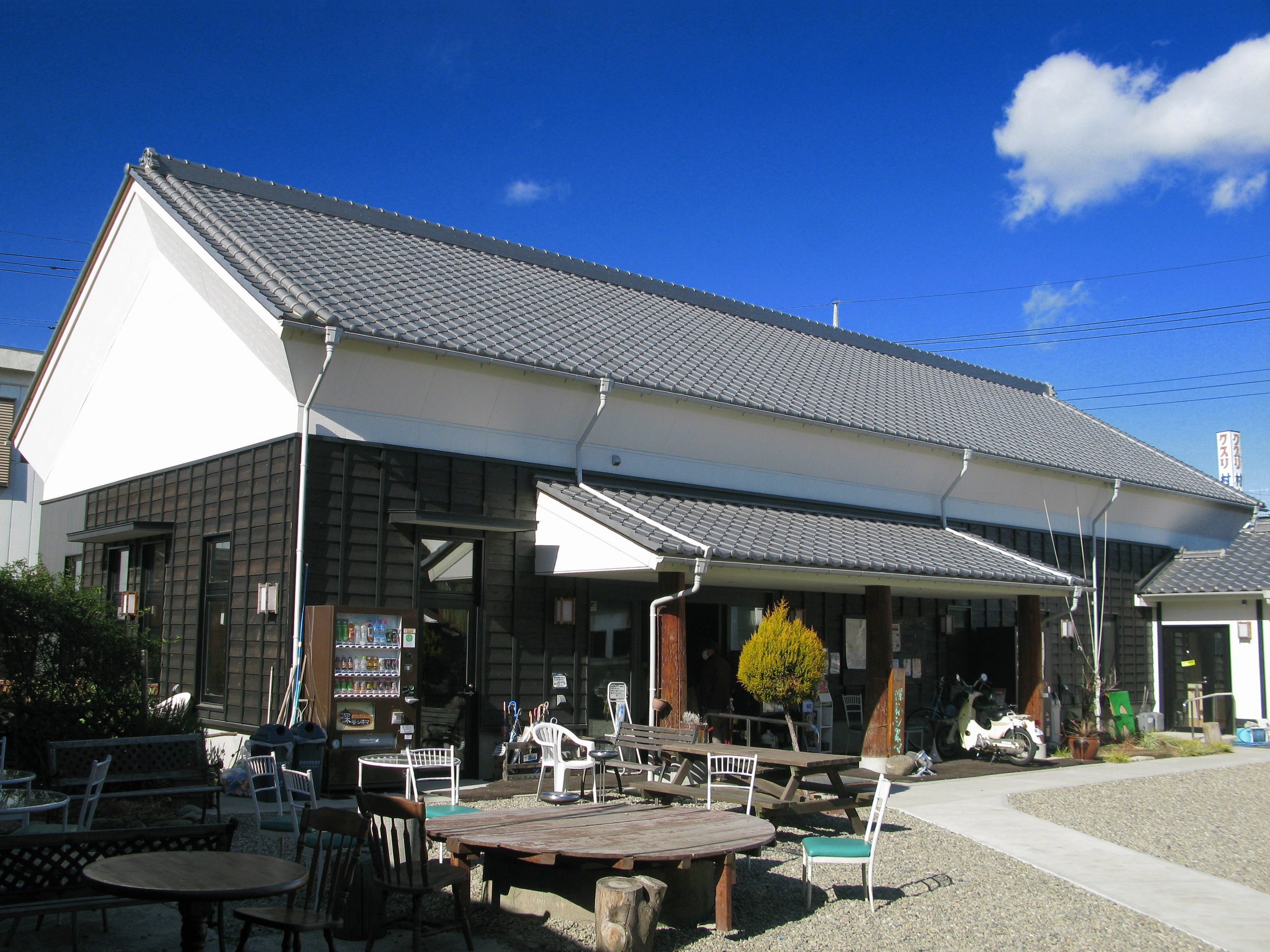
NPO法人が運営する映画館として先駆者の深谷シネマ

かつての高崎市内では、東映、東宝、松竹、オリオン座の4館の計9スクリーンが営業を行っていた。2001年6月30日には高崎市初のシネマコンプレックスとして、8スクリーンの109シネマズ高崎が開館し、同年9月30日には高崎中央銀座商店街にあった高崎東宝劇場（3スクリーン）が閉館。更に2003年2月28日には同商店街にあったオリオン座が閉館し、高崎市から旧来型の映画館が消滅。2006年1月には隣接する前橋市の前橋テアトル西友が閉館し、群馬県内の映画館はシネマコンプレックスのみ、高崎市内の映画館は109シネマズ高崎のみとなった。この時期を機に高崎映画祭の観客数も減少に転じた。
これらがきっかけで、茂木や高崎映画祭のスタッフを中心にして常設映画館設立の機運が高まる。ユーロスペースの堀越やシネマ5の田井にも相談し、NPO法人によるコミュニティシネマ形態での開館を目指した。NPO法人によるコミュニティシネマとしては埼玉県の深谷シネマがあり、深谷シネマには勉強させられることが多かったという。
茂木はかつて新潟中央銀行高崎支店だった3階建の空きビルに目を止める。この建物を賃貸することとし、開館に必要となる資金は6,000万円と想定した。高崎映画祭18年目の2004年、茂木らはNPO法人たかさきコミュニティシネマを設立。2スクリーンが理想だったが、資金面との兼ね合いで1スクリーンによる開館を決めた。

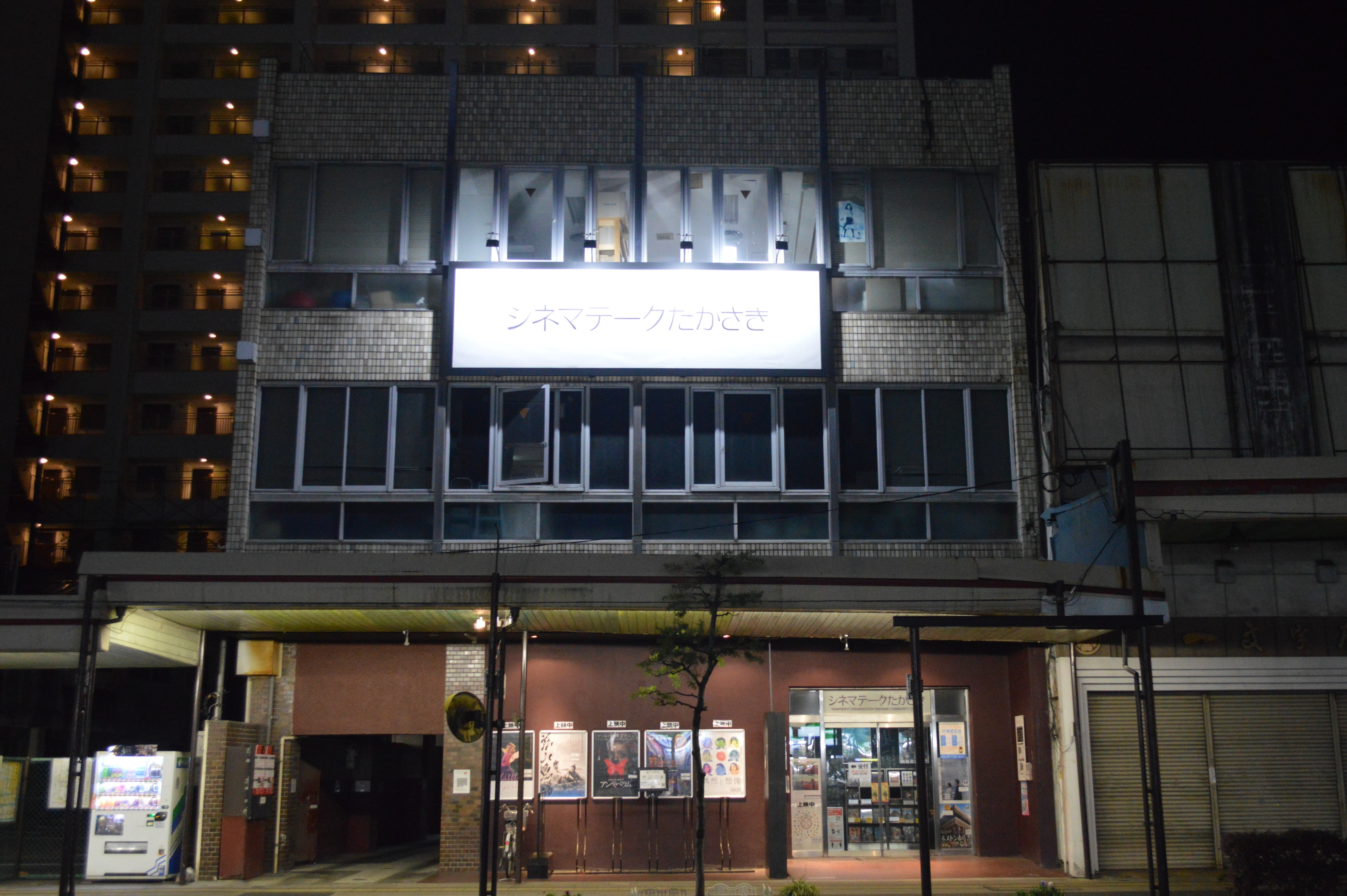
かつて銀行だったシネマテークたかさきの建物

改装費の1/3は高崎市の空き店舗支援事業助成金から得て、高崎市民からも約1,000万円の寄付金を集めた。開館時のホールは天井高の高さ、大きなスクリーン、ゆったりとした座席配置などが特徴であり、70席以上設置できるスペースに58席を設置した。設計や工事の過程では堀越や田井が何度も高崎を訪れてアドバイスを行っている。スタッフの人数面や資金面などが理由で全自動の映写機を導入し、開館当初にはDVCAMやBlu-ray Disc作品の上映に対応するためにDLPプロジェクタも導入している。
2004年12月4日に58席の1スクリーンでシネマテークたかさきが開館した。支配人の志尾睦子、副支配人の小林栄子、受付責任者、映写責任者と4人の専従スタッフを雇い、茂木は無給の総支配人に就任。NTT東日本でサラリーマンを続けながら作品の買い付けや宣伝を行った。2006年10月には同じ高崎市内に10スクリーンのイオンシネマ高崎が開館し、高崎市内の映画館は109シネマズ高崎（8スクリーン）、イオンシネマ高崎（10スクリーン）、シネマテークたかさきとなった。
2006年秋には茂木が舌癌の手術のために2か月間入院。2年目が終わる頃には、ビルの2階にスクリーン2の増設を計画。2007年7月の新潟県中越沖地震で被害を受けた新潟県長岡市のシネマチャオが閉館することになったため、1スクリーン分の上映機材と椅子を300万円で譲り受けたが、椅子は結局新品を購入している。2スクリーン化に伴って消防法に準拠した改築を行った。

#### 2スクリーン時代(2007-)

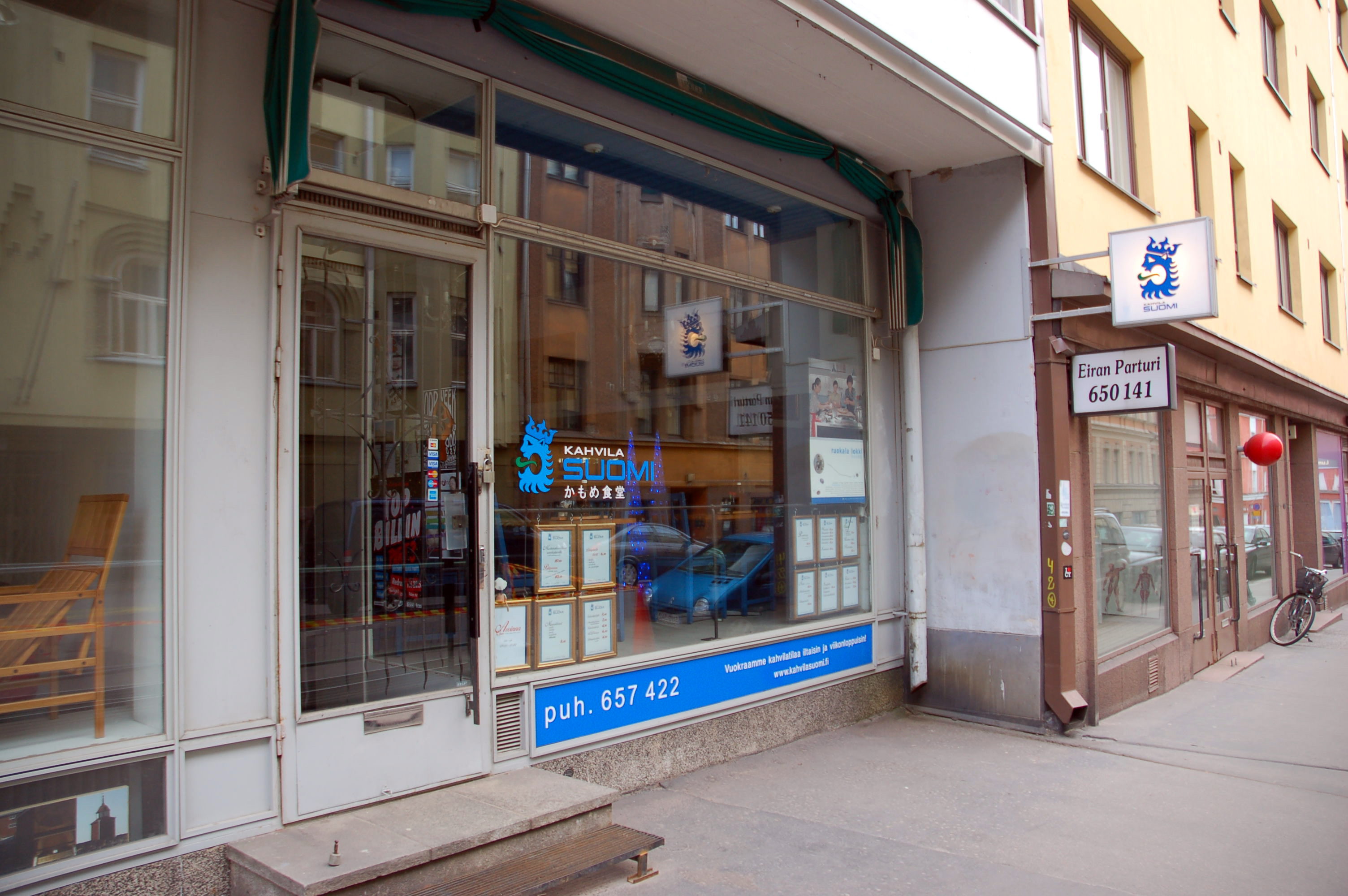
シネマテークたかさきの観客数記録を持つ『かもめ食堂』（2006年公開）

新たに5,000万円の負債を抱えながらも、64席の第2スクリーンを開設。2007年12月15日にリニューアルオープンし、オープニング上映作品として『ONCE ダブリンの街角で』と『インランド・エンパイア』を上映した。2スクリーン化の計画中には茂木が闘病生活に入り、2008年11月15日には舌癌によって死去した。2009年12月4日には、隣接する前橋市にシネマまえばし（現・前橋シネマハウス）がオープン。シネマテークたかさきと同様にNPO法人が運営する映画館であるが、ミニシアターであるシネマテークたかさきとは異なり、往年の人気作を上映する名画座である。
2013年にはデジタルシネマ上映設備を導入した。2014年シネマテークたかさきが設立10年となるのを節目に、本来のNPO法人として目的としていた他事業を展開しようと、支配人だった志尾睦子は総支配人に就任。副支配人だった小林栄子が支配人に就任した。2014年12月4日には開館10周年を迎えた。10年間で1,256本の映画を上映。総計約30万人の観客を集め、計222名のゲストが来館した。10年間の総興行収入は約3億3,000万円。10年間で最高観客数を記録したのは2006年に上映した『かもめ食堂』であり、上映会ごとに行列ができ、追加上映でも満席だったという。支配人の小林栄子は「『かもめ食堂』のおかげで初期費用を完済する事が出来た」と語る。10周年を記念して12月6日には『かもめ食堂』のリバイバル上映を行い、出演している片桐はいりが「一日もぎり嬢」として来館した。
2020年は新型コロナウイルス（COVID-19）が全国的に感染拡大。国が発した緊急事態宣言を受けて4月15日から5月28日まで臨時休館した。
2023年7月に愛知県名古屋市の名古屋シネマテークが閉館した際は、名古屋シネマテーク内の「映画図書館」で所蔵していた約1万冊の蔵書がシネマテークたかさきに譲渡された。

## 特徴

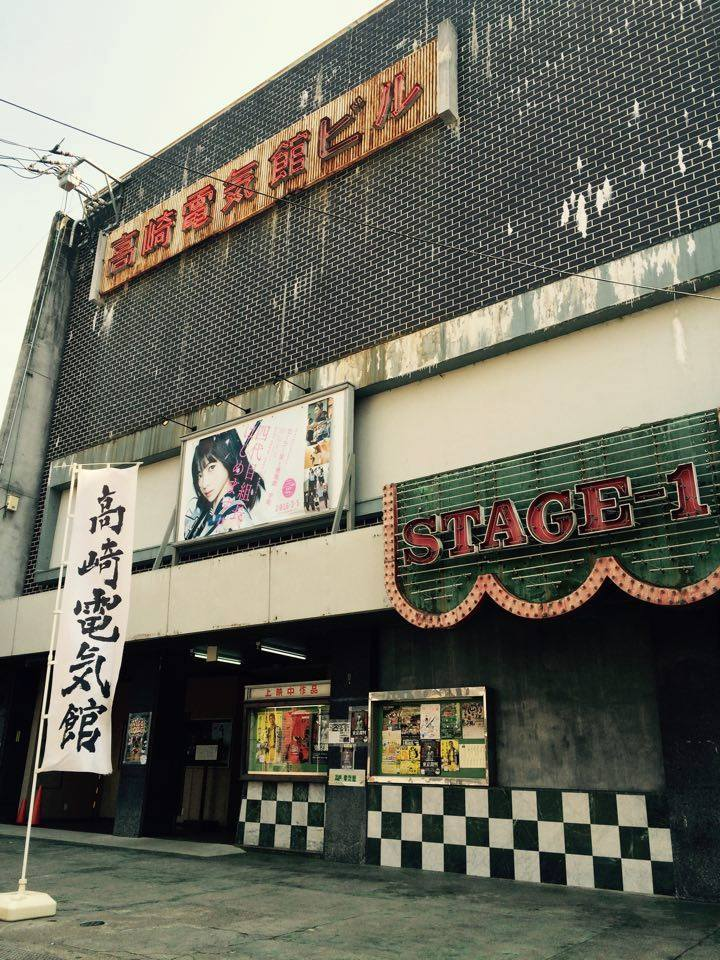
NPO法人コミュニティシネマたかさきが映画館の運営を行っている高崎電気館

### 観客
シネマテークたかさきを訪れる観客の居住地は高崎市内にとどまらず、群馬県全域、埼玉県の熊谷市以北、長野県の佐久地域以東、新潟県と栃木県の一部である。高崎映画祭を機にシネマテークたかさきを訪れるようになった観客も多いという。50代から60代の女性が客層の中心であるが、『チョコレートドーナツ』のように若者が多い作品もある。2009年時点の年間上映本数は約130本だったが、上映作品の大半を鑑賞する常連客もいるという。初年度の会員数は約600人だったが、5周年を迎えた2009年には会員数が約1,100人となった。

### 上映作品
群馬県がロケ地となった作品や、若手監督の作品を積極的に上映している。上映作品の監督や出演者が来館して舞台挨拶やトークイベントを行うことも多い。高崎映画祭（プロデューサー志尾睦子）との上映作品のすみわけを意識しており、興行面を考慮して映画館では上映できない作品も、高崎映画祭で上映できるように取り組んでいる。2014年にはNPO法人たかさきコミュニティシネマ（代表理事志尾睦子）が、高崎市からフィルムコミッション事業を委託され、高崎フィルムコミッション事業を開始。高崎市周辺でのロケ地提供に積極的に取り組んでいる。また、近年では映画制作・企画プロデュースも手掛けている。
2001年には近隣の柳川町にあった常設映画館、高崎電気館が閉館した。13年閉館していた高崎電気館は、2014年に高崎市に寄贈され、高崎市の施設・高崎市地域活性化センターとして再開館した。1階部分には集会室等市民が活用できる貸し館スペースがある。2階部分の映画館では、高崎が映画の街といわれる原点ともいえる『ここに泉あり』（1955年　今井正監督）の定期上映や、名画座プログラム上映が行われている。運営はNPO法人たかさきコミュニティシネマが行っている。
シネマテークたかさきでは新作の上映、高崎電気館では名画座の上映を行い多種多様な映画を見ていただけるよう、観客の選択肢を広げている。

## データ
- 旧住所 : 2004年-2007年 : 370-0831 群馬県高崎市新町60-1、2007年-2013年 : 群馬県高崎市あら町60-1（2007-2013）[注 2]
- 現住所 : 2013年- : 群馬県高崎市あら町202[33][34]
- アクセス : JR東日本高崎駅西口から徒歩6分[34]
- 座席数 : 1階58席、2階64席[35][15]
- 年間観客数 : 約35,000人（2010年）[35]
- 年間売上高 : 約3,000万円（2010年）[35]
- 総支配人 : 茂木正男（2004年開館時-2008年死去時）、志尾睦子（2014年1月–）
- 支配人 : 志尾睦子（2004年開館時-2014年1月）[24][33]、小林栄子（2014年1月-）[24][33]

### 舞台挨拶
舞台挨拶の事例（2015年1月-2018年）

#### 2015年
- 1月31日『滝を見に行く』沖田修一（監督・脚本）
- 2月8日『水の声を聞く』山本政志（監督）
- 7月26日『野火』塚本晋也（監督）、山内まも留（出演）
- 8月1日『お盆の弟』大崎章（監督）、渋川清彦、光石研（出演）
- 8月9日『野火』金子昌弘（軍事監修指導）
- 8月16日『沖縄 うりずんの雨』ジャン・ユンカーマン（監督）
- 8月22日『お盆の弟』大崎章（監督）、足立紳（脚本）、渋川清彦（出演）
- 9月12日『ソレダケ / that’s it』渋川清彦（出演）
- 9月21日『だれも知らない建築のはなし』石山友美（監督）
- 10月3日『わたしの、終わらない旅』坂田雅子（監督）
- 11月15日『恋人たち』橋口亮輔（監督）、篠原篤（出演）
- 12月26日『FOUJITA』小栗康平（監督）

#### 2016年
- 1月9日・10日・11日『ディアーディアー』菊地健雄（監督）、桐生コウジ、斉藤陽一郎（出演）
- 4月9日『断食芸人』足立正生（監督）
- 4月23日・24日『××× KISS KISS KISS』矢崎仁司（監督）
- 7月17日『FAKE』森達也（監督）
- 7月24日『葛城事件』赤堀雅秋（監督）
- 8月8日『ひと夏のファンタジア』岩瀬亮（出演）
- 8月31日『下衆の愛』渋川清彦（出演）
- 10月24日・25日『蒼のシンフォニー』朴英二（監督）

#### 2017年
- 1月14日『14の夜』足立紳（監督）
- 2月11日『カレーライスを一から作る』関野吉晴（出演）、前田亜紀（監督）
- 3月18日『東京ウィンドオーケストラ』中西美帆（出演）、坂下雄一郎（監督）
- 4月15日『話す犬を、放す』熊谷まどか（監督）
- 5月20日『ろくでなし』渋川清彦、大西信満（出演）
- 8月26日『ハローグッバイ』菊地健雄（監督）

#### 2018年
- 6月16日『榎田貿易堂』渋川清彦（出演）、飯塚健（監督）[36]
- 7月21日『大和 (カリフォルニア)』宮崎大祐（監督）[37]
- 8月18日『高崎グラフィティ。』佐藤玲、萩原利久、岡野真也、中島広稀、三河悠牙（出演）、川島直人（監督）[38]

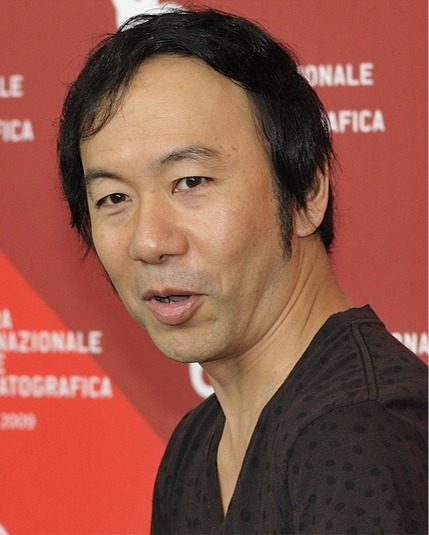
『野火』上映の際に舞台挨拶で訪れた塚本晋也監督
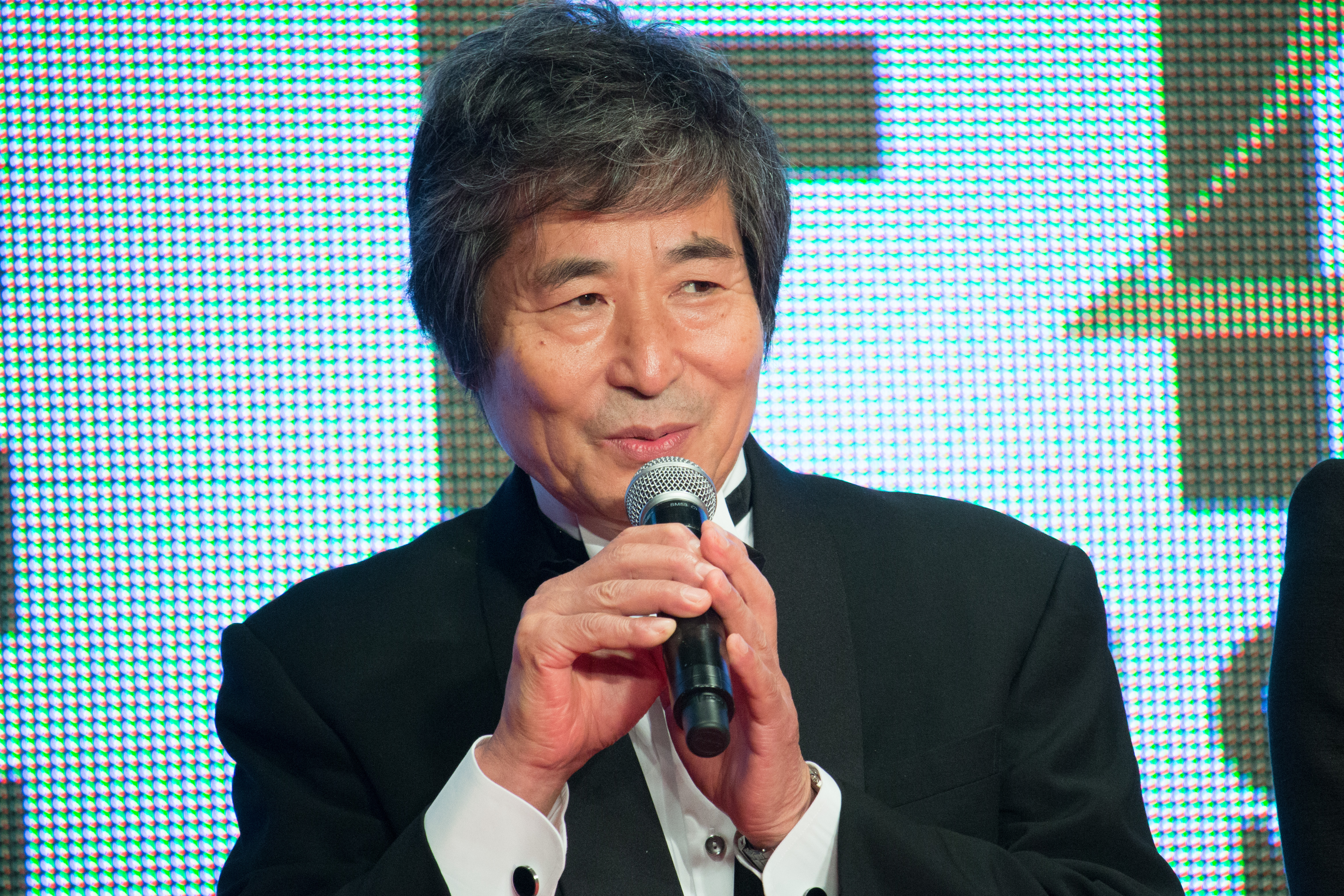
『FOUJITA』上映の際に舞台挨拶で訪れた小栗康平

## 文献
- 映画年鑑 2004年版別冊 映画館名簿, 時事映画通信社, (2003)
- 映画年鑑 2005年版別冊 映画館名簿, 時事映画通信社, (2004)
- 映画年鑑 2006年版別冊 映画館名簿, 時事映画通信社, (2005)
- 映画年鑑 2007年版別冊 映画館名簿, 時事映画通信社, (2006)
- 映画年鑑 2008年版別冊 映画館名簿, 時事映画通信社, (2007)
- 映画年鑑 2009年版別冊 映画館名簿, 時事映画通信社, (2008)
- 映画年鑑 2010年版別冊 映画館名簿, 時事映画通信社, (2009)
- 映画年鑑 2011年版別冊 映画館名簿, 時事映画通信社, (2010)
- 映画年鑑 2012年版別冊 映画館名簿, 時事映画通信社, (2011)
- 映画年鑑 2013年版別冊 映画館名簿, 時事映画通信社, (2012)
- 映画年鑑 2014年版別冊 映画館名簿, 時事映画通信社, (2013)
- 映画年鑑 2015年版別冊 映画館名簿, 時事映画通信社, (2014)
- 映画年鑑 2016年版別冊 映画館名簿, 時事映画通信社, (2015)
- 高崎市市史編さん委員会 (2004), 新編高崎市史通史編4 近代・現代, 高崎市
- 映画芸術編集部 (2010), 映画館のつくり方, AC Books 「理想、現実、魅力、困難、未来 シネマテークたかさき」pp.278-295
- 代島, 治彦 (2011), ミニシアター巡礼, 大月書店 「第10章 シネマテークたかさき」pp.259-288
- 茂木, 正男 (2010), モギマサ日記 僕と映画と仲間たちと, シネマテークたかさき
- 雑誌「シネマテークたかさき」シネマテークたかさき, 2014年5月号（創刊号）-